# Ines Amon
Ines Amon, slovenska rokometašica, * 13. julij 1992, Celje.
Ines je nekdanja članica RK Krim in slovenske reprezentance.
Za Slovenijo je nastopila na svetovnem prvenstvu 2017.